# 175e méridien est
En géographie, le 175e méridien est est le méridien joignant les points de la surface de la Terre dont la longitude est égale à 175° est.

## Géographie

### Dimensions
Comme tous les autres méridiens, la longueur du 175e méridien correspond à une demi-circonférence terrestre, soit 20 003,932 km. Au niveau de l'équateur, il est distant du méridien de Greenwich de 19 481 km,.
Avec le 5e méridien ouest, il forme un grand cercle passant par les pôles géographiques terrestres.

### Régions traversées
En commençant par le pôle Nord et descendant vers le sud au pôle Sud, Le 175e méridien est passe par:
| Coordonnées           | Pays, territoire ou mer  | Notes                                                                                                |
| --------------------- | ------------------------ | --- |
| 90° 00′ N, 175° 00′ E | Océan Arctique           | |
| 72° 44′ N, 175° 00′ E | Mer de Sibérie orientale | |
| 69° 50′ N, 175° 00′ E | Russie                   | Tchoukotka                                                                                           |
| 61° 58′ N, 175° 00′ E | Mer de Bering            | |
| 52° 30′ N, 175° 00′ E | Océan Pacifique          | |
| 1° 27′ S, 175° 00′ E  | Kiribati                 | Atoll Tabiteuea                                                                                      |
| 1° 28′ S, 175° 00′ E  | Océan Pacifique          | Passe juste à l'ouest de Île de la Petite Barrière, Nouvelle-Zélande (à 36° 11′ S, 175° 02′ E)       |
| 36° 46′ S, 175° 00′ E | Nouvelle-Zélande         | Île Waiheke et Île du Nord — passe juste à l'ouest de la ville de Wanganui (à 39° 56′ S, 175° 02′ E) |
| 39° 57′ S, 175° 00′ E | Océan Pacifique          | |
| 40° 53′ S, 175° 00′ E | Nouvelle-Zélande         | Île du Nord — passe juste à l'ouest de la ville de Upper Hutt (à 41° 08′ S, 175° 01′ E)              |
| 41° 23′ S, 175° 00′ E | Océan Pacifique          | |
| 60° 00′ S, 175° 00′ E | Océan Austral            | |
| 77° 40′ S, 175° 00′ E | Antarctique              | Dépendance de Ross, Liste des territoires revendiqués par la Nouvelle-Zélande                        |